# Philochortus neumanni
Philochortus neumanni är en ödleart som beskrevs av  Paul Matschie 1893. Philochortus neumanni ingår i släktet Philochortus och familjen lacertider. IUCN kategoriserar arten globalt som livskraftig. Inga underarter finns listade i Catalogue of Life.